# Museumsstellwerk Armsheim Nord (An)
Das Museumsstellwerk Armsheim Nord (An) ist ein Eisenbahnmuseum in Armsheim, das in einem denkmalgeschützten Stellwerk untergebracht ist, dessen historische technische Anlagen fast vollständig erhalten sind.

## Geografische Lage
Der Bahnhof wurde in Armsheim östlich des Ortes errichtet, der erst anschließend an ihn heranwuchs. Das Stellwerk Armsheim Nord (An) liegt so an der nördlichen Bahnhofsausfahrt in freier Feldflur, östlich der eingleisigen Strecken nach Mainz und Bingen. Unmittelbar nördlich des Stellwerks verläuft über einen Bahnübergang der Weg Bernhardsgraben.

## Geschichte

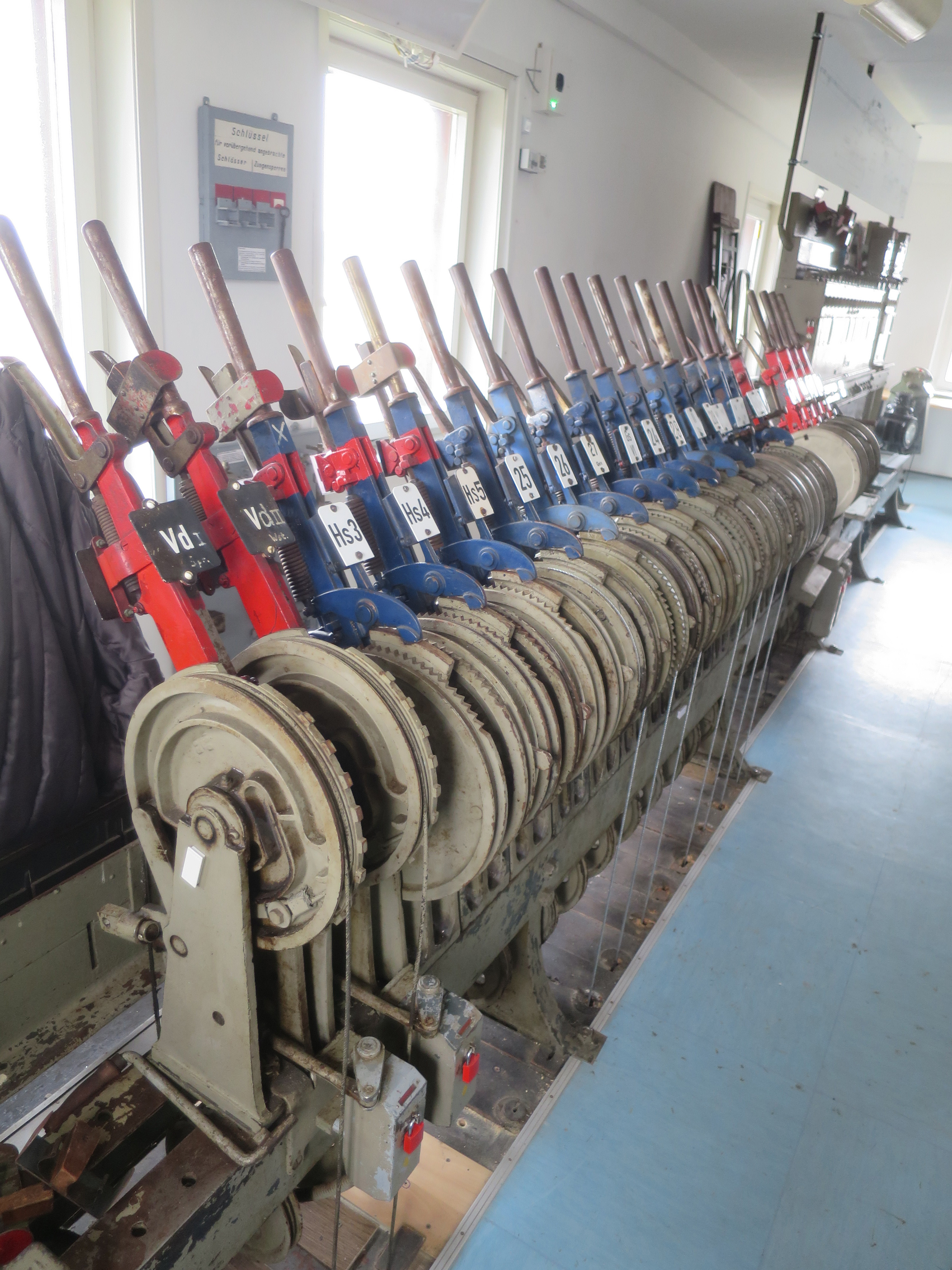
Stellbank

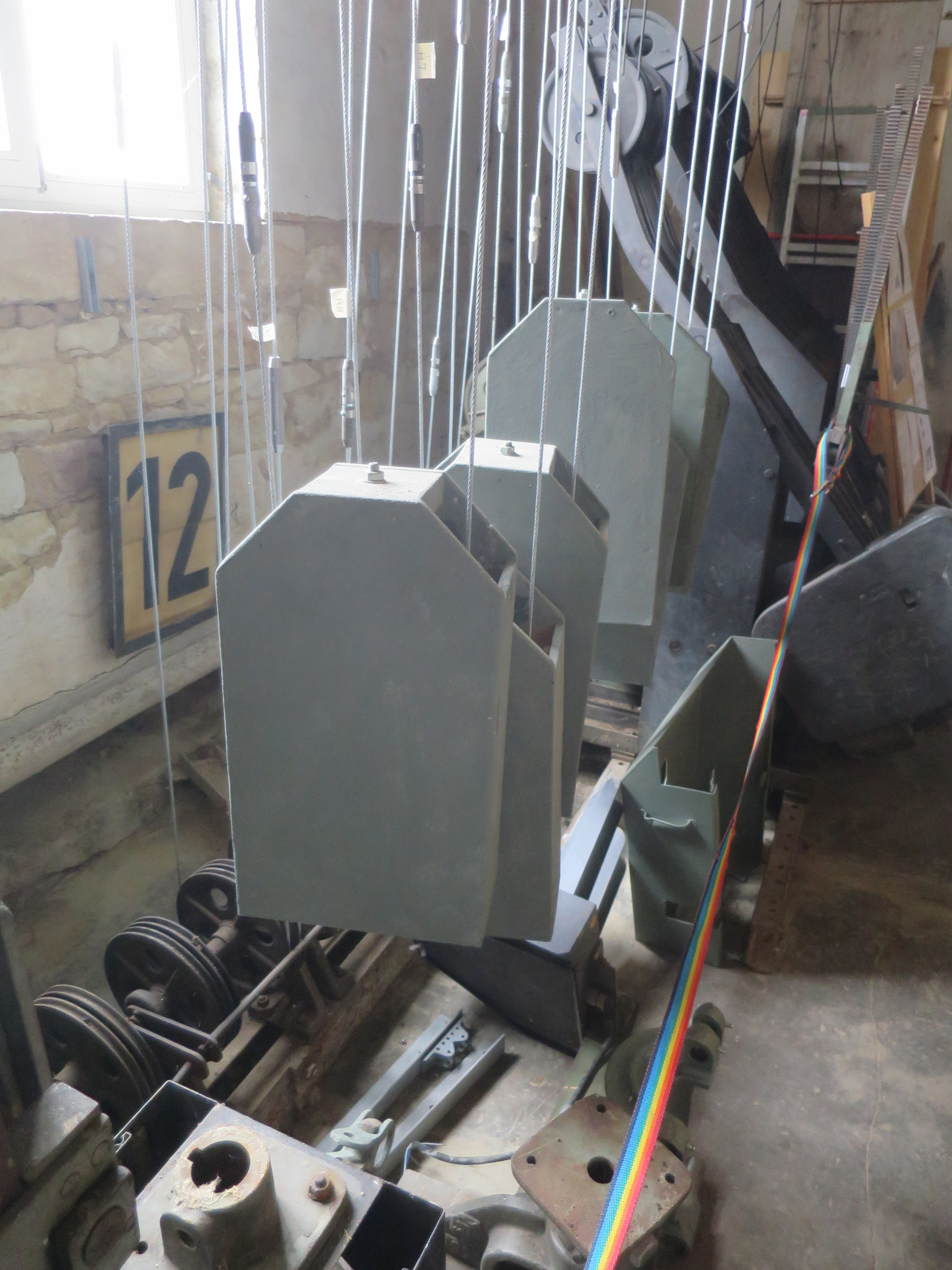
Gewichte im Spannwerkraum

Der Bahnhof gehörte zum Netz der Hessischen Ludwigsbahn (HLB), einer privatrechtlich organisierten Aktiengesellschaft. Nach deren Verstaatlichung 1896 stattete die ihr nachfolgende Preußisch-Hessische Eisenbahngemeinschaft den Bahnhof 1899 mit moderner Technik aus: Der Bahnhof erhielt drei mechanische Stellwerke, die damals 18 Weichen, 7 Vor- und 13 Hauptsignale für 12 Gleise bedienten. Das Stellwerk Armsheim Nord (An) war für die nördliche Bahnhofsausfahrt zuständig, wo sich die Strecken nach Mainz und Bingen verzweigen. Weiter gab es das Stellwerk des Fahrdienstleiters im Empfangsgebäude (Armsheim Af) und ein weiteres an der südlichen Bahnhofsausfahrt (Armsheim Süd (As)). Armsheim Nord (An) sicherte auch den unmittelbar am Stellwerk liegende Bahnübergang mit einer Schranke.
Das Stellwerk wurden am 11. August 2007 durch ein elektronisches ersetzt. Weichen und Signale werden seitdem von Neustadt aus ferngesteuert. Das südliche Stellwerk wurde abgerissen, unmittelbar nachdem es außer Betrieb gestellt wurde.
Das Stellwerk Armsheim Nord (An) wurde dagegen in private Hände verkauft. Für seinen Erhalt gründete sich ein Förderverein und betreibt die historische Anlage als Museum.

## Anlage
Das Gebäude ist zweistöckig und wurde 1899 errichtet. Auch die erhaltene Sicherungstechnik stammt von 1899. Im Erdgeschoss befindet sich der Spannwerksraum, im Obergeschoss der Raum für den Eisenbahner, der die Anlage bediente. Das Gebäude steht auf einem Sandsteinsockel und ist darüber aus Backstein aufgemauert. Die Außenseite des oberen Stockwerks ist zum Wetterschutz mit Holzbrettern verkleidet. Das Dach hat eine Biberschwanzdeckung.
Es ist Kulturdenkmal (technisches Denkmal) aufgrund des rheinland-pfälzischen Denkmalschutzgesetzes und das einzige in seiner technischen Ausstattung komplett erhaltene mechanische Stellwerk in Rheinhessen. Es handelt sich um ein Stellwerk der Bauart Stahmer, stammt ebenfalls von 1899 und sicherte 108 Jahre lang die Zugfahrten.